# The Great Years
The Great Years es el vigésimo tercer álbum lanzado por el cantante Johnny Mathis.

## Lista de canciones
1. "Fly Me to the Moon (In Other Words)" - 3:54 - from "Johnny Mathis"
2. "Street of Dreams" - 2:17 - de "Johnny Mathis"
3. "Wonderful! Wonderful!" - 2:51 - sencillo
4. "It's Not for Me to Say" - 3:06 - sencillo
5. "Chances Are" - 3:04 - sencillo
6. "The Twelfth of Never" - 2:30 - sencillo
7. "A Certain Smile" - 2:48 - sencillo
8. "Deep River" - 2:51 - de "Good Night, Dear Lord"
9. "Can't Get Out of This Mood" - 3:08 - from "Swing Softly"
10. "Misty" - 3:35 - de "Heavenly"
11. "Small World" - 3:20 - sencillo
12. "When I Fall in Love" - 4:29 - de "Open Fire, Two Guitars"
13. "Maria" - 3:48 - de "Faithfully"
14. "Tonight" - 3:12 - de "Faithfully"
15. "How to Handle a Woman" - 3:04 - sencillo
16. "Stairway to the Stars" - 4:54 - de "I'll Buy You A Star"
17. "Love Look Away" - 3:30 - de "I'll Buy You A Star"
18. "Sweet Thursday" - 2:31 - sencillo
19. "Stella by Starlight" - 3:36 - de "Rapture"
20. "Unaccustomed as I Am" - 2:57 - sencillo
21. "Gina" - 2:48 - sencillo
22. "What Will My Mary Say" - 3:11 - sencillo
23. "Every Step of the Way" - 3:25 - sencillo
24. "September Song" - 4:11 - de "Romantically"

## Billboard
Este álbum fue el vigésimo segundo álbum consecutivo por Mathis para estar en Billboard 200. En su lanzamiento original llegó al número 88.